# Земская почта Данковского уезда
Зе́мская по́чта Данко́вского уе́зда — земская почта, организованная земской управой Данковского уезда Рязанской губернии. Существовала с 1873 года. В уезде выпускались собственные земские марки.

## История почты
Данковская уездная земская почта была открыта в 1873 году. Почтовые отправления доставлялись из уездного центра (города Данкова) в 26 волостных правлений дважды в неделю. Пересылка частных почтовых отправлений была платной и оплачивалась земскими почтовыми марками. 
С 1888 начальником Данковской почтово-телеграфной конторы в Рязанской губернии был Юлий Фердинандович Вейцлер (родился 17.08.1852; имя при рождении - Фридрих-Юлиус-Адам, крещен 24 сентября в Московской Евангелическо-лютеранской церкви Св. Михаила), Коллежский асессор, 12.04.1891 внесен в III часть Книги Дворянских Родов Рязанской губернии.

## Выпуски марок
Введённые в 1873 году земские почтовые марки имели номинал 3 копейки.
Данковские земские марки первых выпусков (1873—1883) имели форму ромба. На рисунке марок были изображены гербы Рязанской губернии и Данковского уезда.
Печать марок вначале производилась в частной типографии в Москве, а с 1904 года — в Экспедиции по заготовлению государственных бумаг.

## Гашение марок
Гашение марок осуществлялось чернилами (перечёркиванием), а также штемпелями круглой и овальной формы.